# Alho-porro-bravo

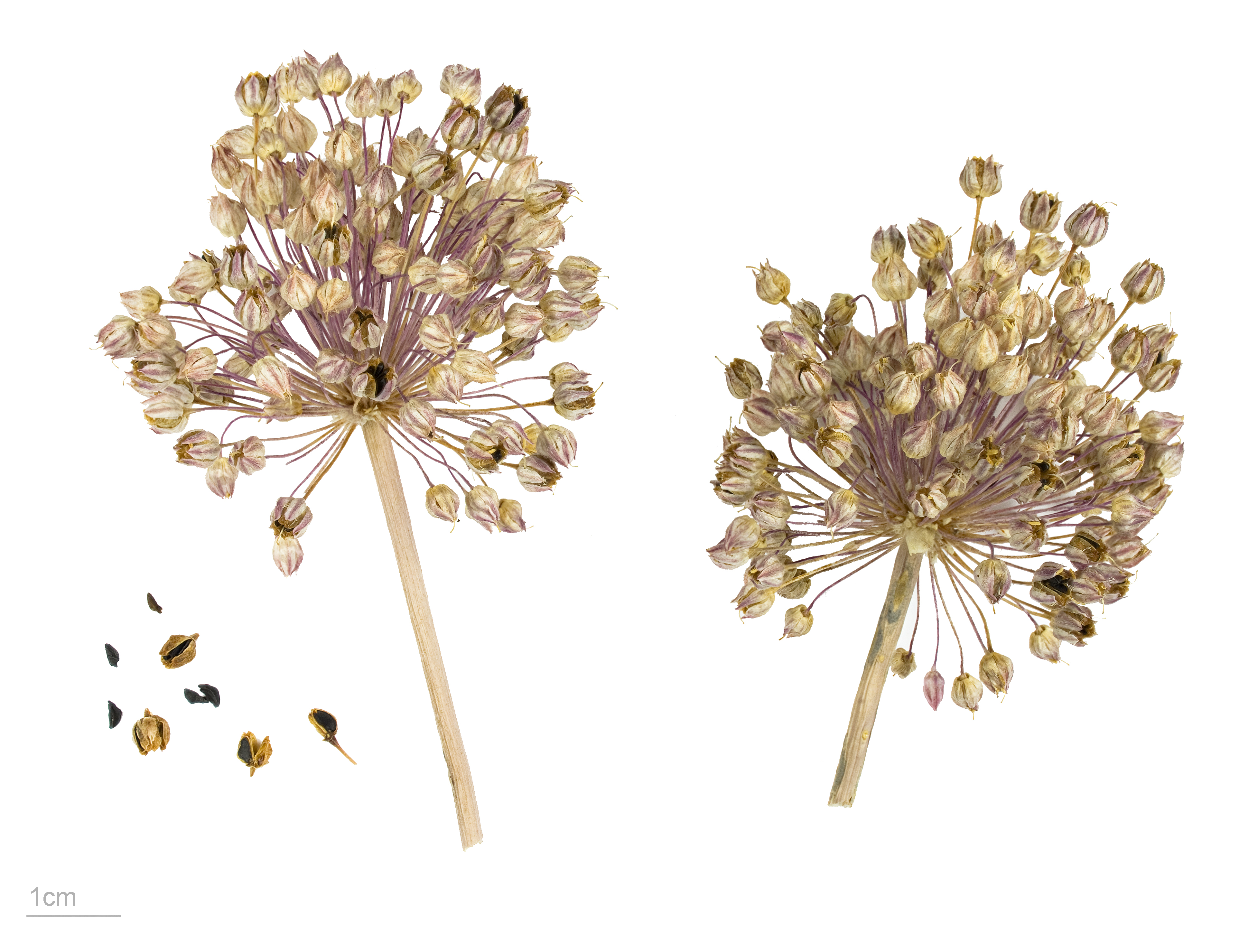
Allium ampeloprasum - MHNT

O alho-porro-bravo (Allium ampeloprasum) é a espécie que, segundo alguns botânicos, terá dado origem ao alho-porro (Allium porrum, ou Allium ampeloprasum porrum, se considerarmos este último apenas como uma variante do alho-porro-bravo). Aliás, o seu nome vulgar, alho-porro-bravo denota essa mesma interpretação. O bolbo é constituído por vários bolbilhos de pequenas dimensões. As flores estão dispostas numa umbela grande com uma espata caduca na base. Os estames aparecem com filetes laterais sem antera e o do meio, com antera e mais curto.
Distribui-se, em Portugal, pelo centro e sul do país.